# ヨンシー

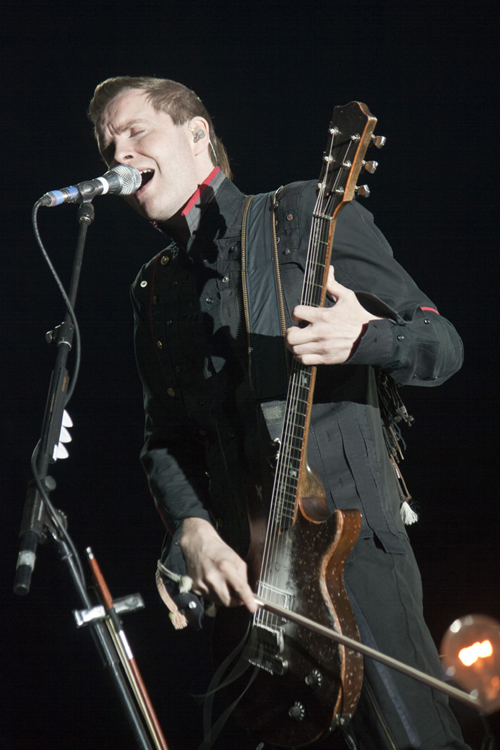
2012年、マドリードで行われたシガー・ロスのコンサートにおいてギターをボウイング演奏するヨンシー

ヨン＝ソル・ビルギッソン（Jón Þór “Jónsi” Birgisson、通称ヨンシー、1975年4月23日 - ）は、アイスランドのミュージシャン。
アイスランドのポストロックバンドシガー・ロスのヴォーカル兼ギタリストとして活躍する他、2010年にはソロアルバム「Go」をリリースするなどしている。
ゲイであることをカミングアウトしており、彼のパートナーであるアレックス・サマーズとコラボレーションアルバムをリリースしている。片眼に視覚障害がある。

## ディスコグラフィー

### ソロアルバム
- 『Go』2010年
- 『Shiver』2020年
- 『Obsidian』2021年

### ヨンシー＆アレックス名義
アレックス・サマーズとのコラボレーションアルバム。
- 『Riceboy Sleeps』2009年
- 『Lost & Found』2019年

### 映画音楽
- 『幸せへのキセキ』2011年
- 『アロハ』2015年
- 『ウィズアウト・リモース』2021年